# Sista ronden
Sista ronden är en åtta minuter lång kortfilm regisserad av Kristoffer Karlsson Rus och Rikard Pahlén. Filmen, som handlar om två unga boxare, visades på Göteborg Film Festival år 2003. Sista ronden vann år 2002 pris för bästa film vid Novemberfestivalen i Trollhättan.